# Jack & Jones
Jack & Jones er en dansk butikskæde med mere end 1000 butikker på verdensplan, der sælger tøj af samme navn. Jack & Jones produceres af den jyske tøjkoncern Bestseller.
Mærket Jack & Jones blev introduceret af Bestseller i 1990, mens den første butik åbnede i 1991 i Norge. Målgruppen er mænd i alderen 16-30 år, og stilen er moderne og afslappet såkaldt casual wear.
Mest kendt er nok kædens jeans, hvoraf størstedelen designes af italienske designere på Bestsellers jeansfabrik i Italien.

## Butikker i Danmark
Pr. 08. November 2022:
| Region             | Antal | By |
| ------------------ | ----- | --- |
| Region Hovedstaden | 12    | Ballerup, Frederiksberg, Glostrup, Helsingør, København (Field's, Fisketorvet, Nordvest, Valby, Vimmelskaftet), Lyngby, Rødovre, Taastrup            |
| Region Sjælland    | 10    | Hundige, Kalundborg, Nykøbing F, Næstved, Ringsted, Roskilde (Ro's Torv, Skomagergade), Slagelse, Vordingborg, Holbæk, Køge                          |
| Region Syddanmark  | 9     | , Haderslev, Kolding, Odense (Rosengårdcentret, Vestergade), Sønderborg, Vejle, Aabenraa, Esbjerg                                                    |
| Region Midtjylland | 13    | Holstebro, Horsens, Randers (Randers Storcenter, Torvegade), Ringkøbing, Silkeborg, Skive, Viborg, Århus (Bruuns Galleri, Ryesgade, Storcenter Nord) |
| Region Nordjylland | 3     | Frederikshavn, Aalborg (Bispensgade, Shoppen) |